# Hooverson Heights (Virginia Occidental)
Hooverson Heights es un lugar designado por el censo ubicado en el condado de Brooke en el estado estadounidense de Virginia Occidental. En el Censo de 2010 tenía una población de 2590 habitantes y una densidad poblacional de 432,15 personas por km².

## Geografía
Hooverson Heights se encuentra ubicado en las coordenadas 40°18′54″N 80°34′52″O / 40.31500, -80.58111. Según la Oficina del Censo de los Estados Unidos, Hooverson Heights tiene una superficie total de 5.99 km², de la cual 5.85 km² corresponden a tierra firme y (2.42%) 0.15 km² es agua.

## Demografía
Según el censo de 2010, había 2590 personas residiendo en Hooverson Heights. La densidad de población era de 432,15 hab./km². De los 2590 habitantes, Hooverson Heights estaba compuesto por el 99.27% blancos, el 0.15% eran afroamericanos, el 0.08% eran amerindios, el 0.04% eran asiáticos, el 0.04% eran isleños del Pacífico, el 0.08% eran de otras razas y el 0.35% pertenecían a dos o más razas. Del total de la población el 0.66% eran hispanos o latinos de cualquier raza.